# Felipe Bacarreza Rodríguez

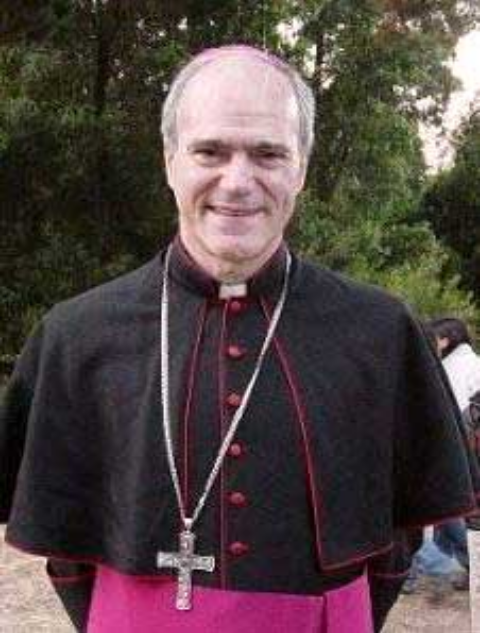
Felipe Bacarreza Rodríguez

Felipe Bacarreza Rodríguez (* 10. Juni 1948 in Santiago de Chile) ist ein chilenischer Geistlicher und emeritierter römisch-katholischer Bischof von Santa Maria de Los Ángeles.

## Leben
Nach dem Abschluss der Oberschule nahm er zunächst an der Päpstlichen Katholischen Universität von Chile ein technisches Studium auf, das er 1972 als Bauingenieur abschloss. Während des Studiums gehörte er der Apostolischen Jugendbewegung an und entdeckte in dieser Zeit seine Berufung zum Priestertum. Er studierte Philosophie und Theologie am Priesterseminar in Santiago de Chile sowie an der theologischen Fakultät der Päpstlichen Katholischen Universität von Chile, an der er das Lizenziat in Theologie erwarb. Der Erzbischof von Santiago de Chile, Raúl Kardinal Silva Henríquez SDB, spendete ihm am 17. April 1977 das Sakrament der Priesterweihe. Nach weiteren Studien am Päpstlichen Bibelinstitut in Rom erwarb er das Lizenziat in Biblischer Exegese. Nach kurzer Tätigkeit in der Pfarrseelsorge seiner Heimatdiözese wurde er 1983 erneut nach Rom zur Mitarbeit an der Kongregation für das Katholische Bildungswesen berufen.
Papst Johannes Paul II. ernannte ihn am 16. Juli 1991 zum Titularbischof von Nepeta und zum Weihbischof in Concepción. Der Erzbischof von Concepción, Antonio Moreno Casamitjana, spendete ihm am 8. September desselben Jahres in der Kathedrale von Concepción die Bischofsweihe; Mitkonsekratoren waren Carlos Oviedo Cavada OdeM, Erzbischof von Santiago de Chile, und Jorge Arturo Augustin Medina Estévez, Bischof von Valparaíso.
Von Januar 1996 bis Dezember 2000 war er Rektor der Universidad Católica de la Santísima Concepción in Concepción. Außerdem lehrte er Bibelwissenschaft am diözesanen Priesterseminar und war Vermögensverwalter des Erzbistums.
Papst Benedikt XVI. ernannte ihn am 7. Januar 2006 zum Bischof von Santa Maria de Los Ángeles. Papst Franziskus nahm am 23. März 2024 seinen altersbedingten Rücktritt an.